# تومي فان در ليخته
تومي فان در ليخته (بالهولندية: Tommie van der Leegte)‏ (27 مارس 1977 ببيرخ آيك في هولندا - ) هو لاعب كرة قدم هولندي في مركز الوسط. لعب مع آر كي سي فالفيك وأدو دين هاغ وتفينتي أنشخيدة ونادي آيندهوفن ونادي فولفسبورغ وناك بريدا.

## وصلات خارجية
- تومي فان در ليخته على موقع الاتحاد الدولي (مؤرشف)  (الإنجليزية)
- تومي فان در ليخته على موقع قاعدة بيانات كرة القدم.إي يو (الإنجليزية)
- تومي فان در ليخته على موقع بيانات كرة القدم. دي إي (الألمانية)